# Divisor próprio
Dado um número inteiro {\displaystyle n}, chama-se divisor próprio a todo número inteiro {\displaystyle m} que divida {\displaystyle n} e que seja diferente de {\displaystyle n}.